# Wilhelm Richter-Rheinsberg
Wilhelm „Willy“ Richter-Rheinsberg (* 11. August 1866 in Rheinsberg; † 14. Juni 1933 in Berlin) war ein deutscher Kunstmaler, Gebrauchsgraphiker und Lehrer an der Baugewerkschule Berlin, der hauptsächlich in Berlin wirkte, wo er nach dem Jahrbuch der bildenden Kunst (1903) zeitweise in der Hohenstaufenstraße und nach dem 1926 erschienenen Handbuch des Kunstmarktes: Kunstadressbuch für das Deutsche Reich, Danzig und Deutsch-Österreich in der Haberlandstraße wohnte.

## Leben
Zwischen 1888 und 1895 reiste er mehrmals Richtung Osteuropa, so nach Russland und Polen. Neben Gemälden (stilistisch eingeordnet in Impressionismus und Moderne Kunst), vor allem Landschaften, – sowohl Aquarelle als auch Ölmalerei – malte er auch für Kirchen in Potsdam und Berlin, weiterhin Malereien für die Kirchen von Geesow u. Luckow, im Wilhelmsstift Potsdam sowie in der St.-Georgskapelle in Neuruppin und in der Dorfkirche Lindenberg. Als Graphiker aktiv, fertigte er unter anderem für Die Urbibel der Indogermanen von Ludwig Hermann diverse Abbildungen an, illustrierte Nirutakas Der Akazuki vor Port Arthur und gestaltete die Abbildung einer Pfahlbausiedlung für den Künstler-Modellierbogen.
C. A. Bratter beschreibt ihn in einem Artikel für The Lady's Realm als „a well - known Berlin artist“.
Richter-Rheinsberg war Mitglied der Schöneberger Kunstdeputation. Als solcher ist er auf einem der Wandgemälde von Arthur Johnson im Ratskeller zu sehen. Er trägt darauf ein Bild des Schöneberger Rathauses unter dem Arm.
Er signierte seine Werke nicht einheitlich, beispielsweise finden sich W. Richter und W. RICHTER-RHSBG, bzw. W. Richter-Rhsbg.

## Veröffentlichungen
- Wilhelm Richter-Rheinsberg: Bilder aus der Mark Brandenburg. Ludwig zum Felde, Alfred Müller (Hrsg.).[29][30][31]